# Becker (Minnesota)
Pour les articles homonymes, voir Becker.
Becker est une ville dans le comté de Sherburne dans l'État du Minnesota aux États-Unis.

## Géographie
Selon le bureau du recensement des États-Unis la ville s'étend sur 28,49 km2.

## Démographie
D'après les chiffres obtenus lors du recensement de 2010, la ville est peuplée de 4 538 personnes. La densité de population est de 166,1 habitants par kilomètre carré. La population de la ville est composée à 96,6 % de blancs, à 0,5 % d'afro-américains, à 0,2 % d'amérindiens et à 2,7 % de personnes d'autres origines.
| 1910 | 1920 | 1930 | 1940 | 1950 |
| ---- | ---- | ---- | ---- | ---- |
| 210  | 210  | 214  | 239  | 264  |

| 1960 | 1970 | 1980 | 1990 | 2000  |
| ---- | ---- | ---- | ---- | ----- |
| 279  | 365  | 601  | 902  | 2 673 |

| 2010  | - | - | - | - |
| ----- | - | - | - | - |
| 4 538 | - | - | - | - |